# Fabrica de Pensule

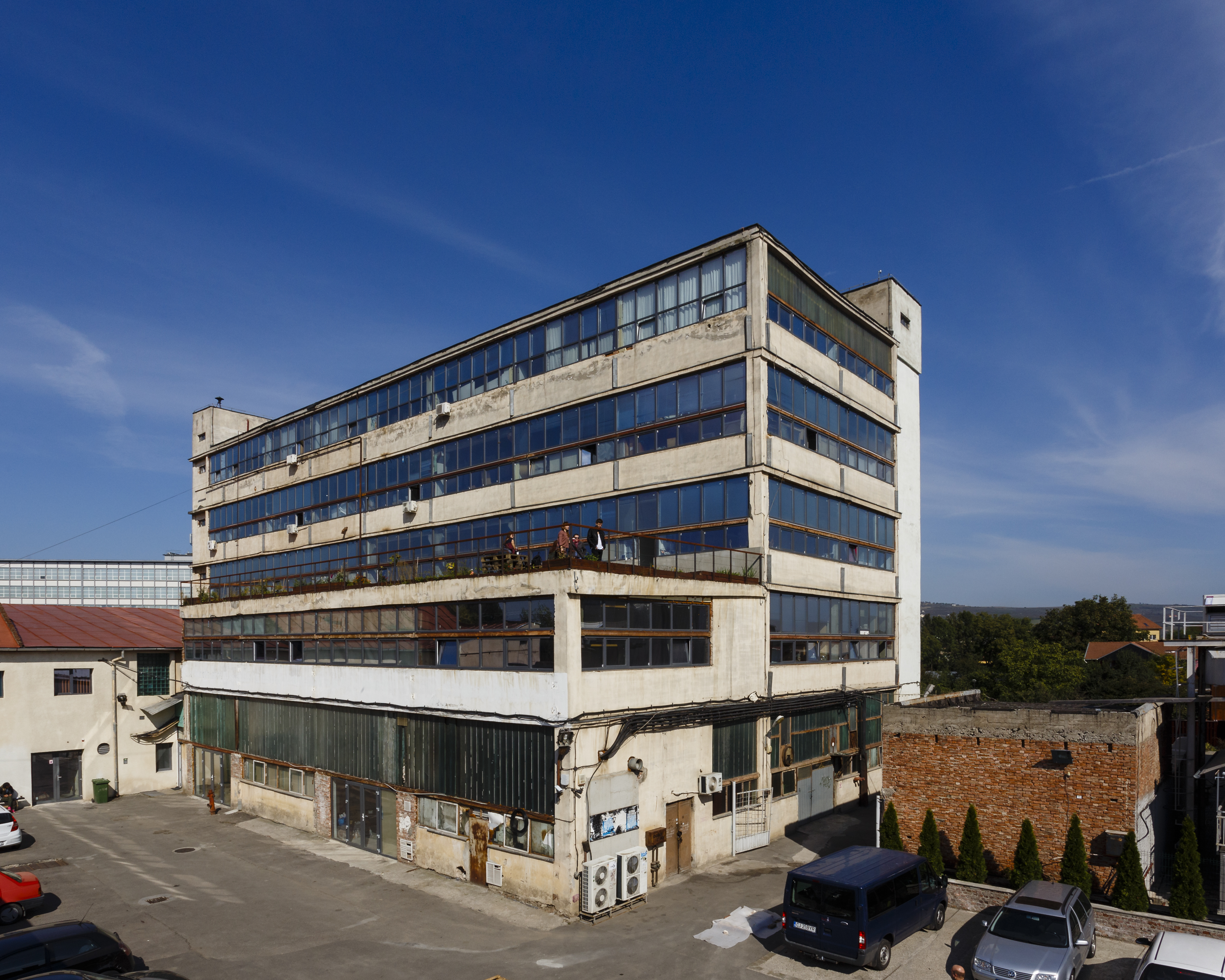
Cladirea principala a Fabricii de Pensule

Fabrica de Pensule este un spațiu de creație și difuzare a artei contemporane, situată în cartierul Mărăști din Cluj-Napoca, care a luat naștere la începutul anului 2009, sub forma unui centru cultural independent. Centrul este situat în fosta fabrică de pensule și concentrează spații de artă contemporană, artiști contemporani și ateliere de artiști, galerii de artă contemporană, organizații culturale active în domeniile artelor vizuale, dansului contemporan și teatrului și săli de spectacol.

În anul 2022, unul dintre cele mai ample proiecte artistice colective din țara noastră, se închide definitiv. După 13 ani de activitate de la înființare și un parcurs anevoios peste Pandemia COVID-19, Fabrica de Pensule își încheie oficial activitatea.

## Obiective
Fabrica de Pensule este un spațiu de artă contemporană care a luat naștere la începutul anului 2009, ca o inițiativă de a coagula ideile, evenimentele și proiectele mai multor organizații culturale, galerii, manageri culturali și artiști independenți din Cluj, și ca o rezolvare a problemei spațiilor de expunere și producție artistică din acel moment.
Fabrica de Pensule este primul proiect colectiv de asemenea amploare din mediul cultural românesc și totodată unul dintre cele mai relevante exemple de conversie a unei clădiri industriale într-un spațiu cultural independent.
Ceea ce unește artiștii vizuali, galeriile de artă contemporană și organizațiile culturale – active în domenii precum teatru, dans contemporan, arte vizuale, artă în spațiul public, muzică, este deschiderea spre publicul larg, asumarea unui program comun și dezvoltarea unor programe pentru comunitate. Fabrica de Pensule este un spațiu reper pentru producția artistică contemporană, oferind în același timp spațiu de expunere și difuzare pentru numeroase proiecte ale partenerilor locali și internaționali.
Centrul concentrează pe o suprafață de aproximativ 1000 mp un număr de 20 de artiști contemporani, 5 galerii și spații de difuzare a artei contemporane, 4 organizații culturale și 2 săli de spectacol. Fabrica de Pensule este constituită ca federație și este o organizație neguvernamentală și non-profit. Scopul federației este acela de a susține, promova și dezvolta creația și difuzarea culturii și de a consolida sectorul cultural.

Fabrica de Pensule își propune să ofere comunității un program cultural unitar; să funcționeze ca un spațiu de dezbatere a temelor relevante pentru societatea românească și pentru oraș; să se implice în proiectele strategice ale orașului și în (re)formularea de politici publice; să fie un loc de referință pentru oraș (brand).
Obiectivele federației sunt:

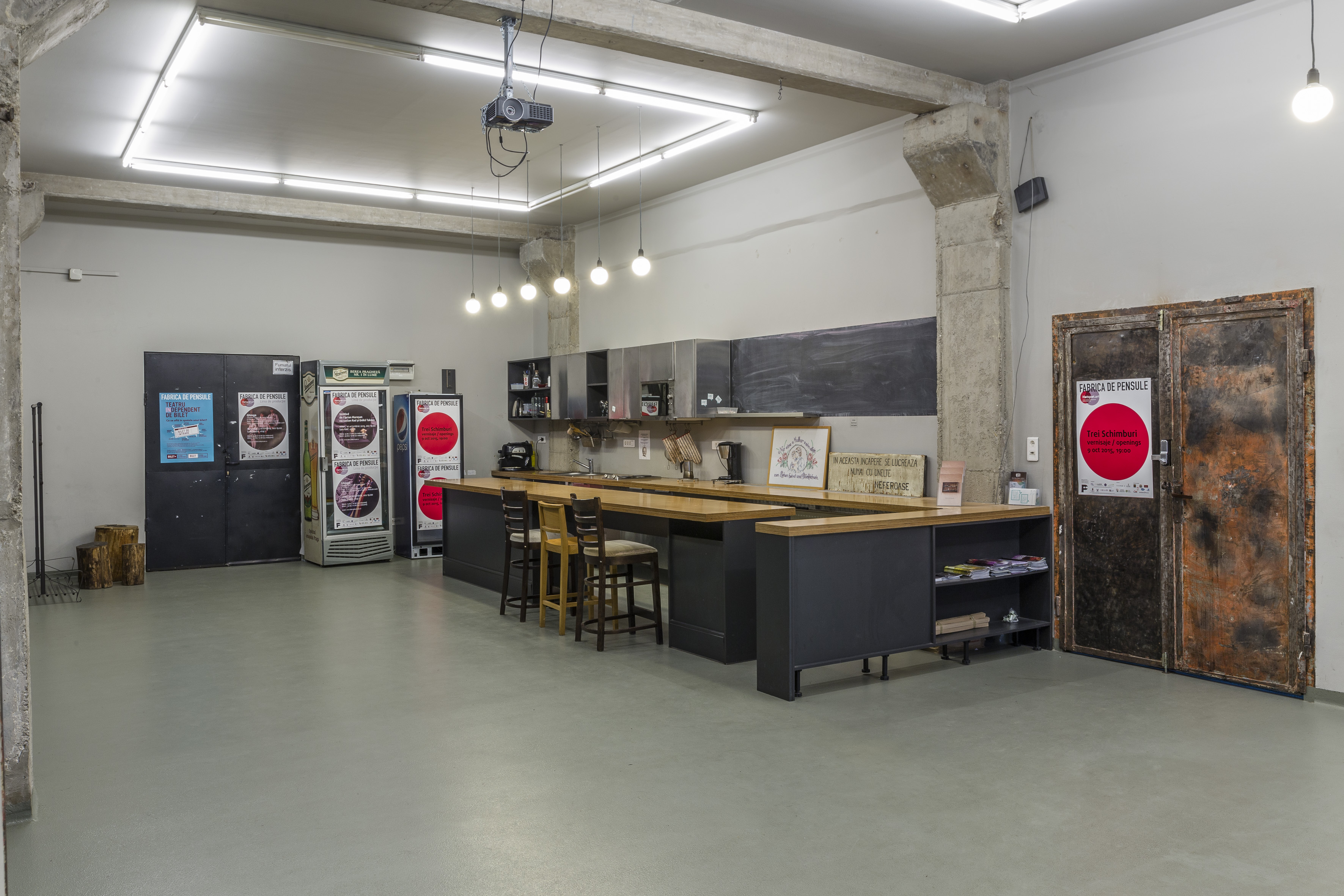
Etajul întâi. Lobby și bar

- să contribuie la consolidarea comunității artistice;
- să faciliteze accesul artiștilor și operatorilor culturali la spații de creație și difuzare a culturii;
- să încurajeze cooperarea între actorii culturali independenți: artiști, organizații culturale, galerii, studiouri de creație etc;
- să susțină și să promoveze creația artistică;
- să faciliteze accesul publicului larg și a publicului specializat la cultură;
- să sprijine îmbunătățirea cadrului legal, normativ și a bunelor practici aplicabile sectorului cultural, nonprofit și a ariei de intersecție dintre cultură și alte domenii de activitate;
- să susțină dezvoltarea profesională a creatorilor și operatorilor culturali;
- să promoveze educația artistică și dezvoltarea publicului;
- să vină în sprijinul comunității locale organizând ateliere cu copii, cursuri deschise.

## Vezi și
- Artă contemporană
- Expresionism abstract

## Legături externe
- Pagina oficială Arhivat în 30 martie 2013, la Wayback Machine.
- Pagină pe Facebook
- Pagină pe Cluj.info
- Interviu cu Corina Bucea despre Fabrica de Pensule (în franceză)
- Fabrica de Pensule - Deschidere 2009
- Regenerare urbană - ProTV 2017
- New York Times - A medieval Romanian city with major art talent 2013
- Christie's - The abandoned paintbrush factory producing art’s new superstars 2016
- Arte TV - Metropolis despre Cluj Napoca (germana, franceza)[nefuncțională]
- Sinteza - Metamorfoza. Din fabrică de pensule în fabrică de arte 2017
- TVR Cluj - Arta iese în oraș 2017
- feeder.ro - 23 de clădiri reabilitate care pun în valoare patrimoniul din România 2017

1. ↑  „Fabrica de Pensule din Cluj își încheie definitiv activitatea. "Este un eșec colectiv."” (în engleză). Cultura la dubă. 7 martie 2022. Accesat în 20 iunie 2022.